# Olea sect. Ligustroides
Ligustroides
Section
Classification APG II (2003)
Ligustroides est une section de plantes à fleurs du sous-genre Olea et du genre Olea. Le travail de révision de P.S. Green a réorganisé complètement la taxonomie du genre Olea (il a créé le sous-genre et les deux sections) lesquelles sont reprises par des publications récentes. Le type (lectotype) est Olea capensis L. (ici décrit).

## Description botanique

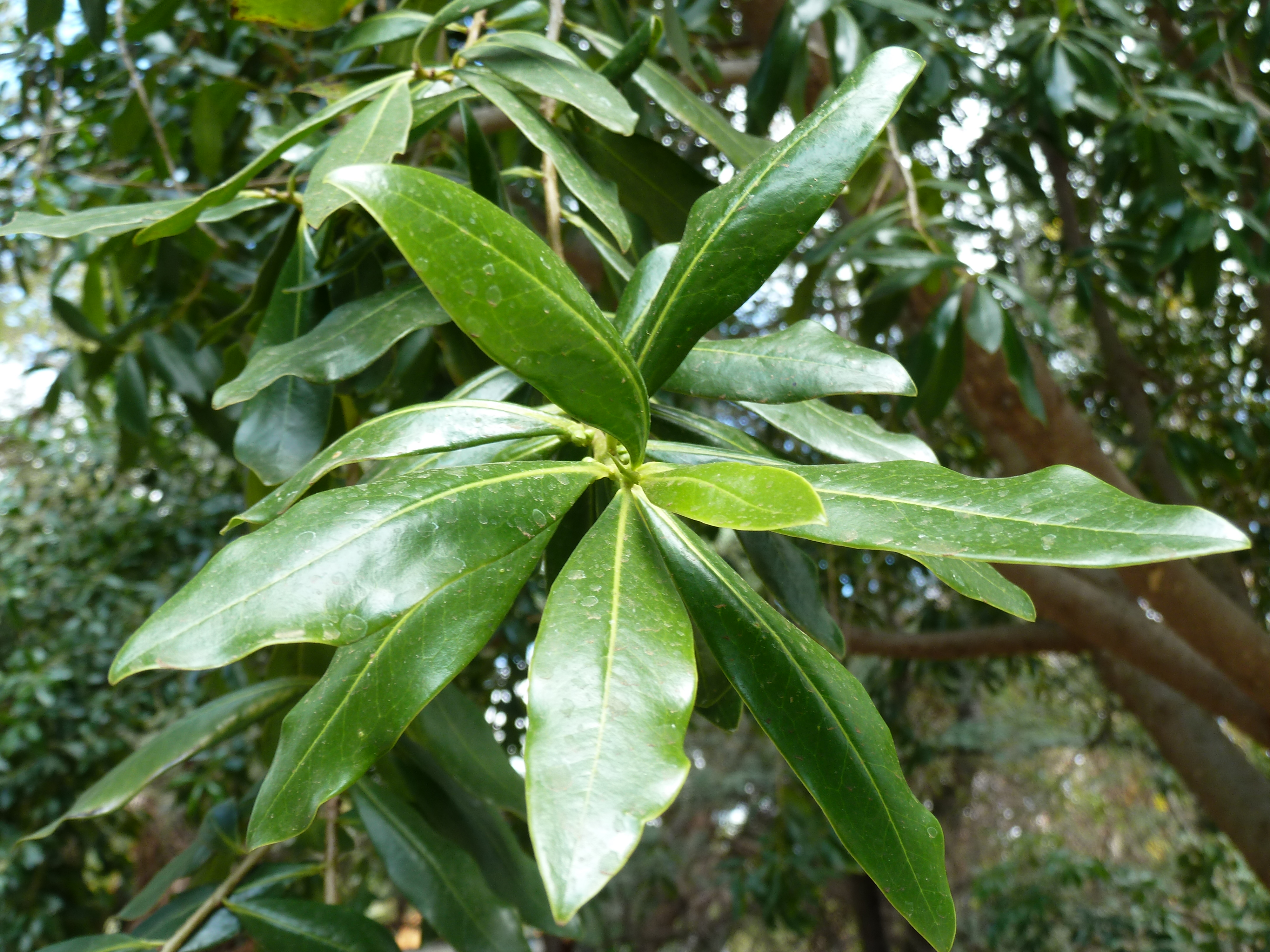
Olea capensis : feuilles.

### Appareil végétatif
Ce sont des arbres ou des buissons. Les feuilles sont entières, sans domaties, glabres.

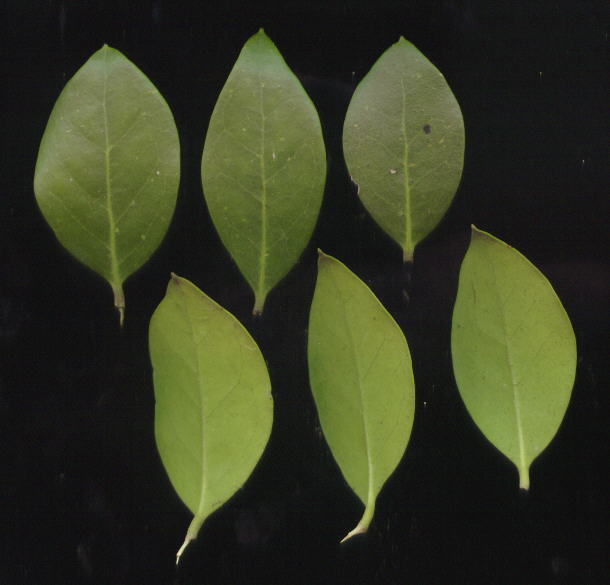
Olea capensis : feuilles (détail).

### Appareil reproducteur
Les inflorescences sont axillaires ou terminales. La corolle des fleurs a un tube court.

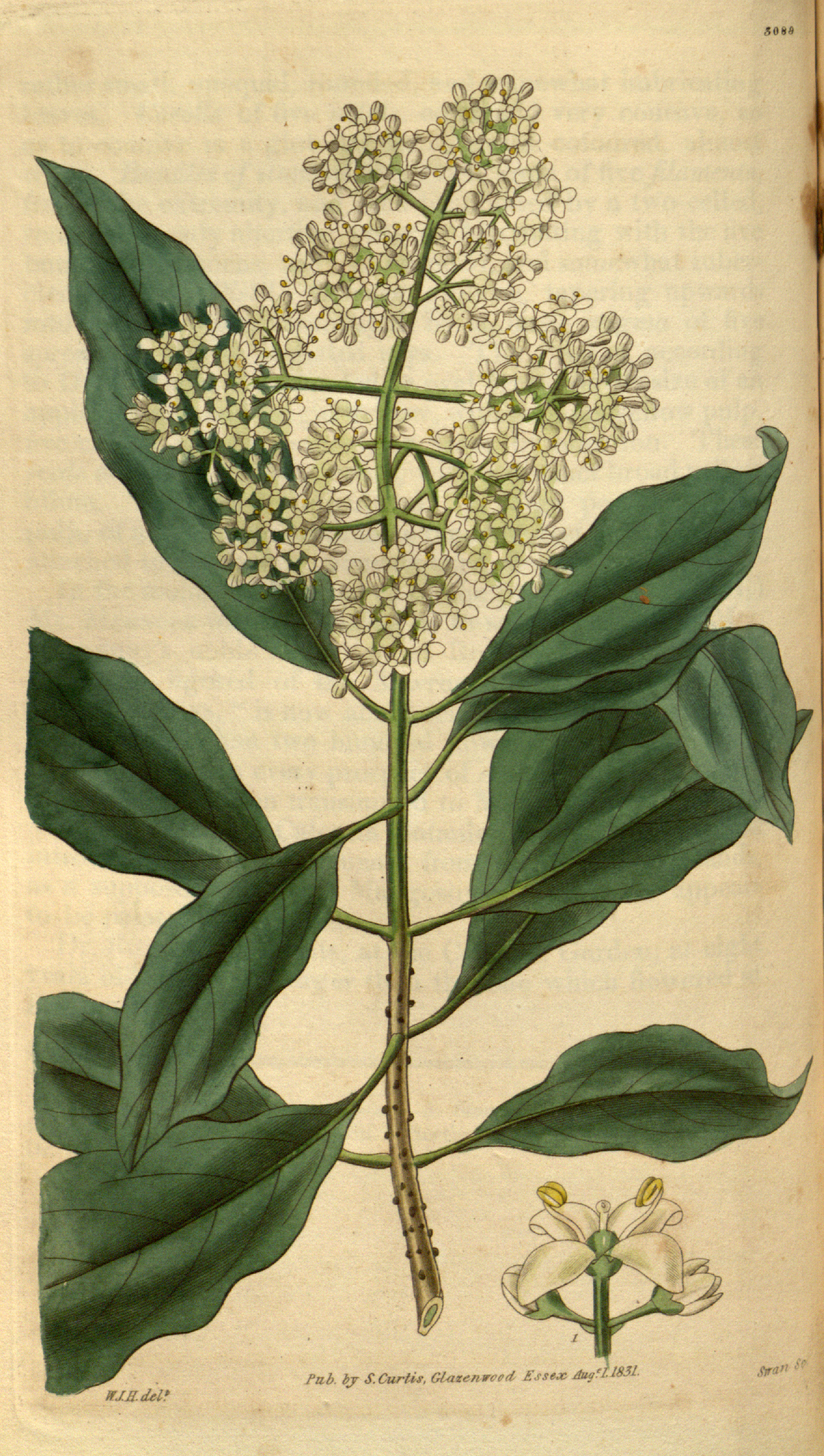
Inflorescence : Curtis's Botanical Magazine, Plate 3089 (Volume 58, 1831).

Le fruit est une drupe.

### Note taxonomique
Dans le cas de cette section, la variabilité florale est faible. Les quatre lobes triangulaires du calice varient peu entre 0,5 et 0,8 mm tandis que pour les lobes de la corolle, les variations en longueur sont comprises entre 2 et 2,5 mm. Concernant des plantes de l'Afrique équatoriales  certaines proposent de plus grandes dimensions. Il n'y a pas d'autres variations florales.

## Taxonomie
Selon l'auteur de la révision du genre Olea, la liste extensive de synonymes de la section Olea est justifiée, non seulement par la morphologie des plantes mais aussi par l'analyse des glucosides flavonoïdes.

### Taxons
Les espèces rassemblées dans cette section sont majoritairement présentes en Afrique du Sud, à Madagascar et dans l'archipel des Mascareignes (La Réunion, l'île Maurice et Rodrigues). Ce sont :
- Olea ambrensis H. Perrier ;
- Olea woodiana Knobl, comprenant 2 sous-espèces :
  - Olea woodiana subsp. woodiana (Knobl) ,
  - Olea woodiana subsp. disjuncta P.S. Green.
- Olea capensis L., comprenant 3 sous-espèces :
  - Olea capensis subsp. capensis Verdoorn,
  - Olea capensis subsp. enervis (Harv) I. Verd.,
  - Olea capensis subsp. macrocarpa (C.H. Wright) I. Verd. ;
- Olea chimanimani Kupicha ;
- Olea exasperata Jacq. ;
- Olea lancea Lam., (bois d'olive blanc) ;
- Olea schliebenii Knobl. ;
- Olea undulata (Sol) Jacq. ;
- Olea welwitschii (Knobl.) Gilg & Schellemb..

### Synonymes
- Faulia Raf., F1. Tellur. 2: 84 (1836), pro parte.
- Enaimon Raf., Sylva Tellur.: 9 (1838). Type: E. undulata(Jacq.) Raf.
- Steganthus Knobl., Notizbl. Bot. Gart. Berlin-Dahlem 12: 116 (1934). Type: S.
- Welwitschii (Knobl.) Knobl. (lectot)ype .
- Leuranthus Knobl., op. cit.: 117 (1934). Type: L. woodiana (Knobl.) Knobl.